# Jan Smeets
Jan Smeets (Leiden, 5 de abril de 1985) es un jugador de ajedrez neerlandés, que tiene el título de Gran Maestro desde 2004.
En la lista Elo de la Federación Internacional de Ajedrez (FIDE) de enero de 2016, tenía un Elo de 2604 puntos, lo que le convertía en el jugador número 8 (en activo) de los Países Bajos, y 219.º mejor jugador del mundo. Su máximo Elo fue de 2669 puntos en la lista del julio de 2010 (posición 67 en el ranking mundial).

## Resultados destacados en competición
Ha sido en dos ocasiones campeón de los Países Bajos (2008 y 2010). En 2012 ocupó los puestos 2.º al 14.º (catorce en el desempate) del Campeonato de Europa con 8 puntos, a medio punto del campeón, Dmitri Yakovenko. Este buen resultado le permitió clasificarse para la Copa del Mundo de 2013, donde fue eliminado en la primera ronda por Maxim Matlakov.
Smeets ha participado, representando a los Países Bajos, en tres Olimpíadas de ajedrez entre los años 2008 y 2012, con un resultado de (+9 –5 =13), para un 57,4% de la puntuación. Su mejor resultado fue en la Olimpiada de 2012 con 7½ de 10 (+6 -1 =3), con el 75,0% de la puntuación, y una performance de 2653.